# Gedenkteken Gerard Reve
Het Gedenkteken Gerard Reve is een gedenkteken in Amsterdam-West.
Het driedelig artistiek kunstwerk (2006) ter herinnering aan Gerard Reve is van Margriet Kemper. Voor het Waterspiegelplein kwam zij met een vrij onopvallend monument, dat geheel opgaat in haar omgeving. Het eerste deel bestaat uit een houten zitbank, die uitzicht biedt op het oosten. Men wordt er uitgenodigd om literatuur te lezen of om voor zich uit te staren. Dit kan overdag en ’s nachts; de nabij staande lantaarnpaal geeft 's nachts een gelig licht. Kijkend vanaf de zitbank is het eerste dat zichtbaar is dan ook die lantaarnpaal, die zwart is, daar waar andere in de stad voornamelijk grijs zijn  De gangbare lichtbron bevat in tegenstelling tot de “normale lantaarnpalen” in Amsterdam drie luikjes die de kijker al dan niet open kan klappen. De drie luikjes geven toegang tot:    
- boven: tekst uit Nader tot U
- midden: foto van Gerard Reve gemaakt door Rineke Dijkstra
- onder: foto van het geboortehuis van Gerard Reve: Van Hallstraat 25 hij woonde er op de tweede verdieping.

Als men vanuit de bank verder kijkt, kan het oog een klinkerpad volgen dat van de zitbank reikt tot het voet- en fietspad van de Van Hallstraat. Het pad vormt een lang gerekte punt met afwijkende kleurstelling, die rechtstreeks wijst naar genoemd pand.  
Nader tot U vormde de inspiratiebron voor dit kunstwerk; in het boek is een passage gewijd aan het begin van de mens. De foto werd juist op het eind van zijn leven gemaakt op verzoek van Reves vriend Joop Schafthuizen.   
Het gedenkteken was niet geheel onomstreden. Er werd geopperd dat een accent wijzend op de homoseksualiteit van de schrijver ontbrak; daartegenin werd gesteld dat Reve slechts één jaar aan de Van Hallstraat woonde en er toen nog geen sprake was van zijn homoseksualteit. Het Amsterdamse Fonds voor de Kunst weigerde een bijdrage, omdat in hun ogen het kunstwerk te weinig opviel. Ze hadden veel liever een nationaal monument voor Gerard Reve gezien, wat weer tegen de borst stuitte van het Stadsdeel. De onthulling vond plaats op 14 december 2006 (Gerard Reve werd op 14 december 1923 geboren) door Schafthuizen.

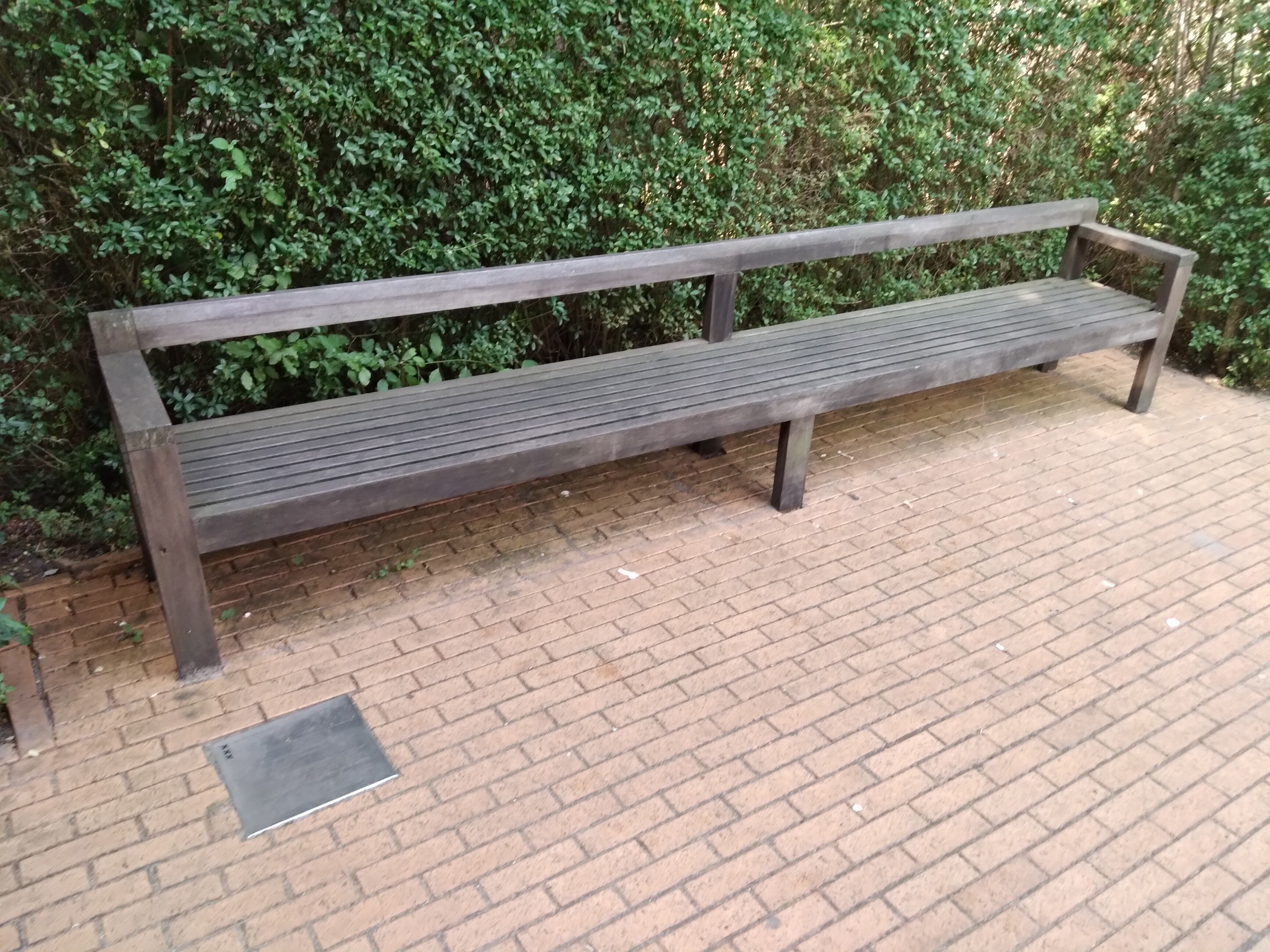
Leesbank (juli 2021)

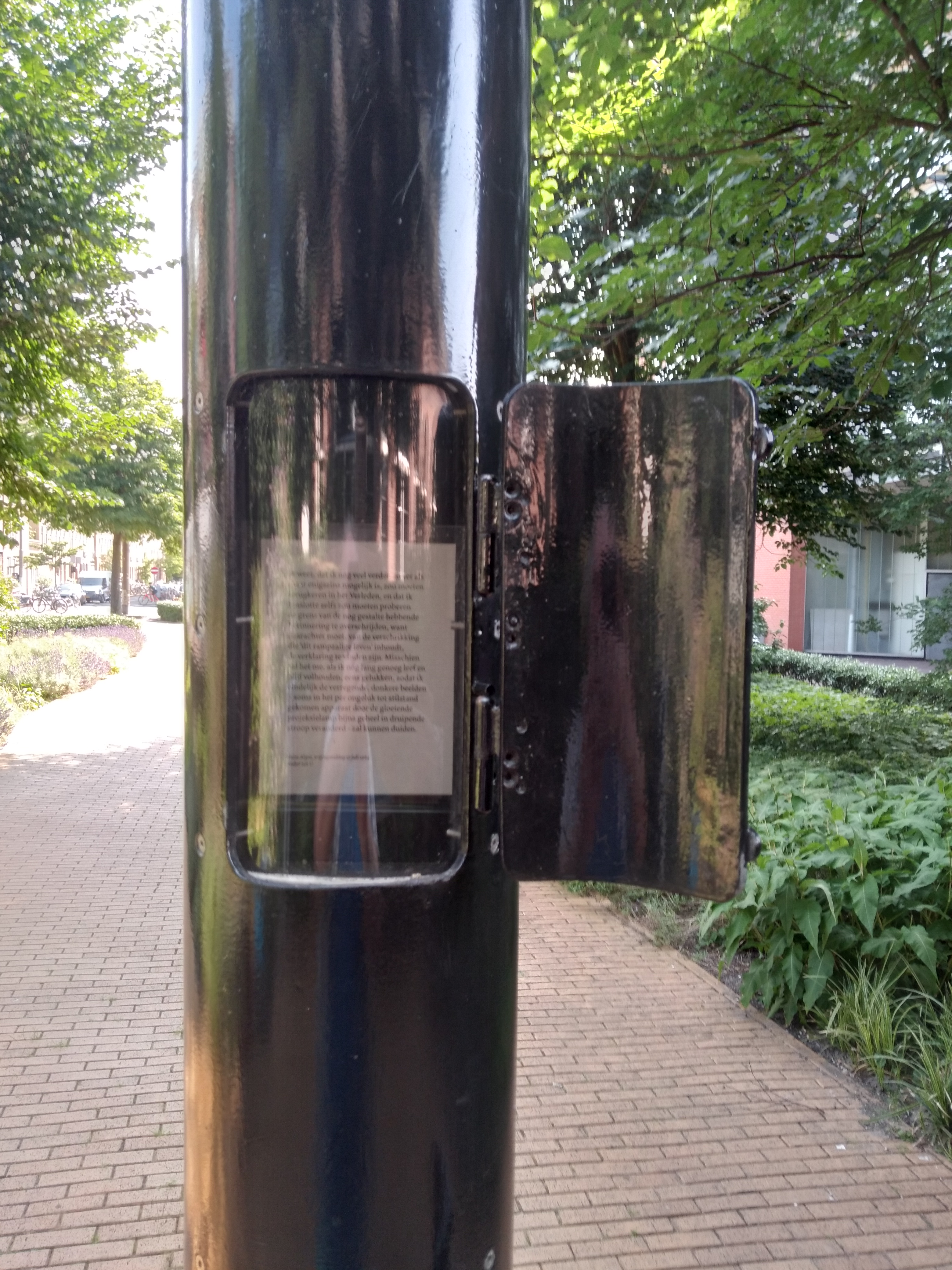
Bovenste luik (juli 2021)